# Rhamphomyia micans
Rhamphomyia micans är en tvåvingeart som beskrevs av Oldenberg 1915. Rhamphomyia micans ingår i släktet Rhamphomyia och familjen dansflugor. Inga underarter finns listade i Catalogue of Life.